# Ханство Абулхаїра
Узбецьке ханство — держава тюрків і монголів, що утворилося в результаті розпаду Білої Орди на території сучасних Казахстану і Росії в 1420-х роках, яке також називають Державою кочових узбеків.

## Географія
Під час короткочасного розквіту включало територію сучасного південного Казахстану вздовж річки Сирдар'ї. Однак геополітично займало простір між Ногайської Ордою на заході і Могулістаном на сході, Сибірським ханством на півночі і державою Тимуридів на півдні.

## Політичний устрій
На чолі держави стояв хан, якому підпорядковувалися глави родів і племен. До складу політичної еліти входили: духовенство, включаючи нащадків пророка, чиновники: аталик, кукельташа, інак, казіі, ішик-ага-баші, накіб, ясавул, мубашшір, наиб і ін. При прийнятті рішення хан скликав курултай. В державі функціонували дивани-міністерства, в яких служителі були з таких родів як: кушчі, уйгурів. В області намісниками призначалися даруга. Збір податків здійснювали таваджі і джарчі. При Шейбани-хані спостерігалися збереження основних елементів цієї системи.

## Етнічний склад
Етнічний склад населення Узбецького ханства був в основному ідентичний населенню іншого осколка Улус Орда-Еджена — Ногайської Орди і складалися з родинних племен — кангли, конирати, кіпчаків, мангитів, уйсун, аргинов і карлуки і інших. Крім них, джерела називають племена і роди буркутів, утарчі, чімбасов, кенегасов, дурманів, карлаутов, таймас, шадбакли, маджар та інших.
Багато з цих племен тепер у складі Середнього і Молодшого жузів казахів.
Інша частина племен на межі XV—XVI століть пішла в Узбекистан і забрала туди політичну назву «узбек», що пізніше трансформувалося в етнічну самоназву узбеків.
Основним заняттям середньовічниз узбеків було кочове скотарство. Племена ці були дуже близькі між собою за рівнем економічного і культурного розвитку.
Арабський мандрівник Ібн Баттута кочовиків Кипчацького степу також називає «узбеками кипчацького степу», а їх мову Валід називає Ozbek-Kipchak.

## Значення
Абулхайрхан зумів консолідувати племена східного Дешт-і-Кипчак, але його нащадкам не вдалося впоратися із завданням збереження династичного правління і єдності держави. Його онука Шейбани-хан очолив частина племен та пішов в Мавераннахр де утворив свою державу.